# Lega Volley Summer Tour
Il Lega Volley Summer Tour è il massimo campionato femminile di sand volley 4x4. È organizzato dalla Lega Pallavolo Serie A femminile, Master Group Sport (in passato da Duel Srl), si disputa all'aperto, su sabbia, in varie città italiane nel corso della stagione estiva. Con l'edizione 2019, il campionato è giunto alla sua 26ª edizione. Alla manifestazione si accompagnano anche le dispute di Coppa Italia e Supercoppa Italiana.

## Formula
La manifestazione è divisa in quattro eventi, disputati nei quattro fine settimana del mese di luglio:
- Primo week-end: Coppa Italia.
- Secondo week-end: Supercoppa italiana.
- Terzo week-end: campionato.

## Albo d'oro

### Campionato
| - 1994: Fincres Roma - 1995: Teodora Ravenna - 1996: Pantravel Bari - 1997: Idrosalt Cislago - 1998: Biasia Vicenza - 1999: Romanelli Firenze - 2000: Goldnet Vicenza - 2001: Romanelli Firenze - 2002: Cia Minetti Vicenza - 2003: Medinex Modena - 2004: Pema Corplast Corridonia - 2005: Ecotech Forlì - 2006: Nissan Aragona | - 2007: Rio Yachting Aragona - 2008: Atelier Dolce Vita Santeramo - 2009: Sorbini Scavolini Pesaro - 2010: Sicilconad Rio Bum Bum Aragona - 2011: Tra.De.Co. Banca Marche Urbino - 2012: Tra.De.Co. Urbino - 2013: Domar Ecolav Urbino - 2014: Ecolav Urbino - 2015: Pomì Casalmaggiore - 2016: Savino Del Bene Scandicci - 2017: Pomì Casalmaggiore - 2018: VBC Apis Casalmaggiore - 2019: Agricola Zambelli Millenium Brescia |

### Coppa Italia
| - 1999: Cosme Vicenza - 2000: Goldnet Vicenza - 2001: Teco Minetti Vicenza - 2002: Cia Minetti Vicenza - 2003: Medinex Modena - 2004: Petrolcar Altamura - 2005: Lines Tra.De.Co. Altamura - 2006: Lines Ecocapitanata Altamura - 2007: Blue Ecocapitanata Altamura - 2008: Lines Tra.De.Co. Altamura - 2009: Sorbini Scavolini Pesaro | - 2010: Chateau d'Ax Tra.De.Co. Urbino - 2011: Tra.De.Co. Banca Marche Urbino - 2012: Sicilconad Rio Bum Bum Soverato - 2013: Domar Ecolav Urbino - 2014: Zero Cinque Dimarno Urbino - 2015: Pomì Casalmaggiore - 2016: Pomì Casalmaggiore - 2017: Savino Del Bene Scandicci - 2018: Savino Del Bene Scandicci - 2019: P2P Givova Baronissi |

### Supercoppa italiana
| - 2004: Fiap Modena - 2005: Ecotech Forlì - 2006: Megius Padova - 2007: Blue Ecocapitanata Altamura - 2008: non disputata - 2009: Sorbini Scavolini Pesaro - 2010: Sicilconad Rio Bum Bum Aragona - 2011: Scavolini Pesaro | - 2012: Tra.De.Co. Ecolav Urbino - 2013: Sicilconad Rio Bum Bum Soverato - 2014: Tra.De.Co. Ecolav Urbino - 2015: VolAlto Caserta - 2016: Savino Del Bene Scandicci - 2017: Savino Del Bene Scandicci - 2018: VBC Apis Casalmaggiore - 2019: Saugella Team Monza |

### All Star Game
- 2013: Tra.De.Co. Ecolav Urbino
- 2013: Sicilconad Rio Bum Bum Soverato
- 2014: Pomì Casalmaggiore
- 2015: Zeta System Zero Cinque Urbino
- 2016: Openjobmetis Bergamo
- 2017: Pomì Casalmaggiore
- 2018: Savino Del Bene Scandicci
- 2019: non disputato